# ویندیژا
ویندیژا (انگلیسی: Vindija) شرکت صنایع غذایی کروات است، که در سال ۱۹۵۹ تأسیس شد.